# Red Tape
Red Tape (engl. für Amtsschimmel, also übertriebene oder unsinnige Bürokratie) ist eine Hardcore-Punk-Band aus Sacramento, Kalifornien. Ihr Debüt High Revoltage wurde über das kalifornische Independent-Label New Age Records veröffentlicht, das zweite Album erschien 2004 bei Roadrunner Records und heißt Radioactivist. Außerdem nahm die Band die EP Constructivism in Eigenregie auf.
Stilistisch vereinen Red Tape vor allem Einflüsse aus Hardcore Punk und Metal, von den Bad Brains über Refused bis zu Iron Maiden. Auf Tour spielte die Band unter anderem mit Gruppen wie Snapcase, Will Haven, Death by Stereo, Bleeding Through und Tsunami Bomb.
Sänger Jeff Jaworski ist nach dem Ausstieg von Grady Avenell neuer Sänger bei Will Haven.